# Machuella draconis
Machuella draconis är en kvalsterart som beskrevs av Hammer 1961. Machuella draconis ingår i släktet Machuella och familjen Machuellidae. Inga underarter finns listade i Catalogue of Life.